# Englewood (Colorado)
Pour les articles homonymes, voir Englewood.
Englewood est une ville américaine du comté d'Arapahoe dans l'État du Colorado, située dans l'aire métropolitaine de Denver. Selon le recensement de 2010, sa population est de 30 255 habitants.

## Géographie
La municipalité s'étend sur 6,64 milles carrés (17,2 km2), dont 6,56 milles carrés (16,99 km2) de terres.

## Histoire
La ville est d'abord appelée Fisk's Gardens par A. C. Fisk puis prend le nom d'Orchard Place en raison de ses vergers (orchard en anglais) de pomme. Elle opte finalement pour Englewood, en référence à Englewood, un quartier de Chicago.

## Démographie
| 1910  | 1920  | 1930  | 1940  | 1950   | 1960   |
| ----- | ----- | ----- | ----- | ------ | ------ |
| 2 983 | 4 356 | 7 980 | 9 680 | 16 869 | 33 398 |

| 1970   | 1980   | 1990   | 2000   | 2010   | - |
| ------ | ------ | ------ | ------ | ------ | - |
| 33 695 | 30 021 | 29 387 | 31 727 | 30 255 | - |

La population d'Englewood est estimée à 34 050 habitants au 1er juillet 2016.
Le revenu par habitant était en moyenne de 30 213 dollars par an entre 2012 et 2016, légèrement supérieur à la moyenne nationale (29 829 dollars) mais en dessous de la moyenne du Colorado (33 230 dollars). Sur cette même période, 17,7 % des habitants d'Englewood vivaient sous le seuil de pauvreté (contre 11,0 % dans l'État et 12,7 % à l'échelle des États-Unis).

## Personnalités liées à la ville
- David Eugene Edwards, musicien et chanteur, né à Englewood,
- Amy Van Dyken, nageuse, est née à Englewood,
- Marshall Reed, acteur et producteur, est né à Englewood.
- Becky G, chanteuse, rappeuse, danseuse,auteur-compositrice-interprète et actrice est née à Englewood.